# Assapan południowy
Assapan południowy, dawniej także: assapan (Glaucomys volans) – gatunek gryzonia z rodziny wiewiórkowatych (Sciuridae); często mylony jest z assapanem północnym, który również żyje w Ameryce Północnej.

## Nazwa zwyczajowa
W polskiej literaturze zoologicznej dla oznaczenia gatunku używana była nazwa zwyczajowa „assapan”. Ostatecznie w wydanej w 2015 roku przez Muzeum i Instytut Zoologii Polskiej Akademii Nauk publikacji „Polskie nazewnictwo ssaków świata” gatunkowi przypisano assapan południowy, rezerwując nazwę assapan dla rodzaju Glaucomys.

## Występowanie
Lasy liściaste, mieszane i iglaste wschodniej i południowej Ameryki Północnej, od południowo-wschodniej Kanady po Honduras.
Zamieszkuje dziuple lub gniazda, które często zakłada w pobliżu osad ludzkich. Obszar, w którym występuje i zaspokaja swoje potrzeby, obejmuje w przybliżeniu 2,45 ha dla samców, 1,95 ha dla samic.

## Charakterystyka
Długie, gęste, miękkie futro na grzbiecie jest ciemne, na brzuchu zaś białe. Fałdy skórne po bokach ciała umożliwiają assapanowi lot ślizgowy. Assapan południowy posiada wielkie oczy i długie wibryssy, co jest cechą charakterystyczną zwierząt nocnych.
Wydaje melodyjny świergot, a w razie niebezpieczeństwa głośno piszczy.
Długość ciała12–14 cm.
Długość ogona9–11 cm.
Masa ciałado 190 g.

## Tryb życia
Aktywny nocą, do schronienia powraca zazwyczaj o świcie i tam przesypia dzień. Latem zwierzęta te preferują samotność, lecz zimą tworzą stada (do 24 osobników), aby chronić się przed zimnem.

## Rozmnażanie
Okres godowy assapanów południowych przypada na wiosnę. Ciąża trwa około 40 dni. Na świat przychodzi 2–6 młodych, które, mimo iż w pierwszych tygodniach są gołe i ślepe, mają wyraźnie rozwinięty fałd skórny.

## Ekologia
Żywi się prawie wszystkim, co znajdzie. Należą do tego nasiona, pąki, pędy, miękkie owoce, porosty, grzyby, orzechy. Poluje też na drobne zwierzęta, takie jak owady, pająki, pisklęta. Większość pożywienia zjada na miejscu, lecz robi też zapasy na zimę.
W USA udokumentowano sporadyczne przypadki wpływu assapana południowego na zarażenia tyfusem, występowały one w centralnej i wschodniej części Stanów Zjednoczonych. Przenoszenie na ludzi tyfusu występującego u assapana, odbywa się za pośrednictwem pcheł oraz wszy na nim pasożytujących.